# Palazzo Trotti Costabili
Palazzo Trotti Costabili, anche noto come Palazzo del Seminario o ancora come Palazzo Costabili Trotti, è un palazzo storico di origine rinascimentale che si trova nel centro storico di Ferrara in via Cairoli n. 32.

## Origine del nome

Portale monumentale del palazzo

Nel palazzo rinascimentale, sin dal momento della sua erezione, hanno vissuto varie famiglie nobili di Ferrara che vi hanno legato il loro nome. Venne regalato da Leonello d'Este a Folco Villafuora, fu venduto poi a Giovanni Francesco Strozzi e successivamente passo ad Alfonso Trotti. Col tempo divenne proprietà di Giovanni Bianchini poi della famiglia Libanori e infine dei Costabili. Divenne seminario di Ferrara nella prima metà del XVIII secolo.

## Storia

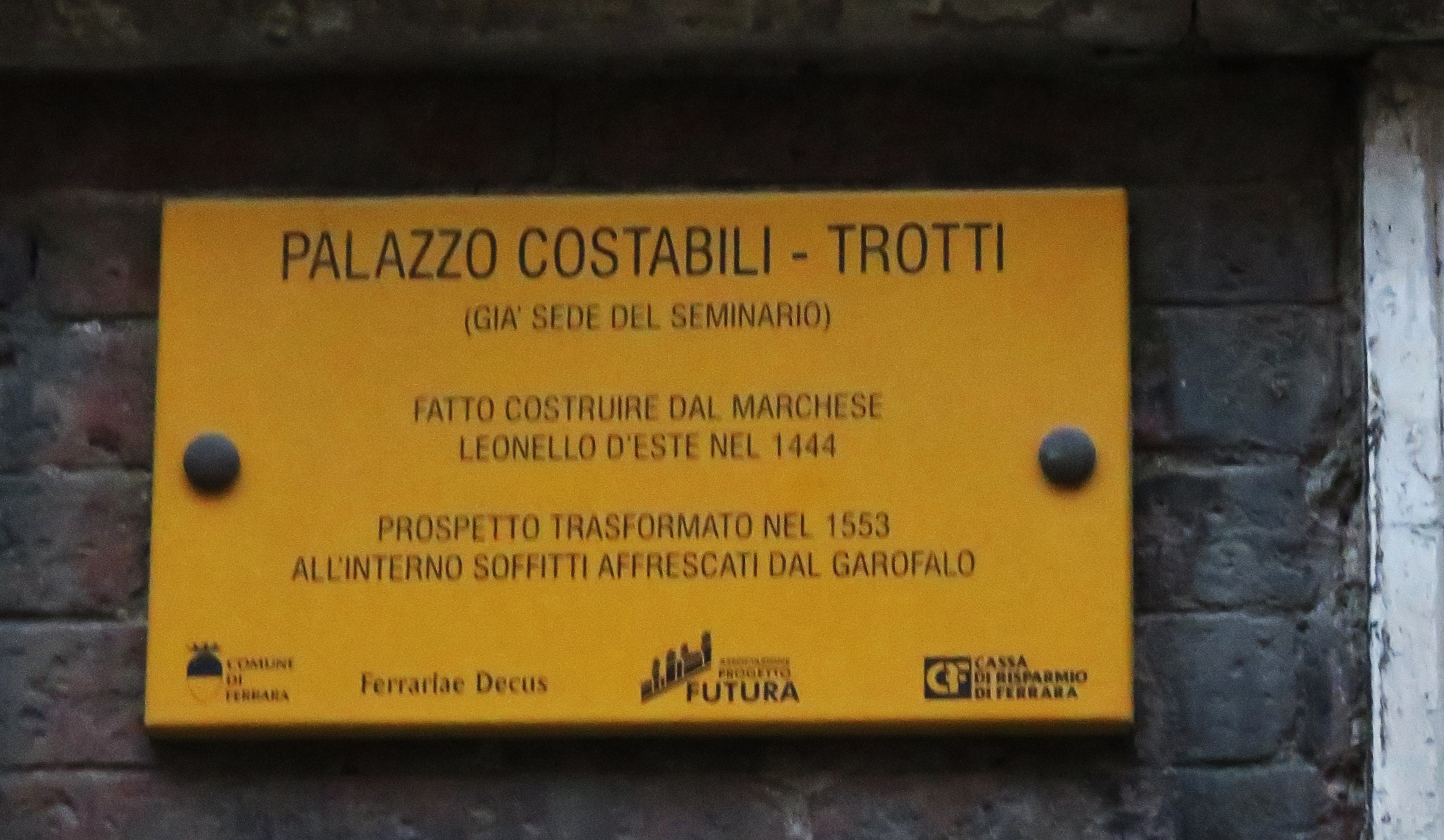
Targa sulla facciata

Il monumentale edificio fu costruito su progetto di Antonio de Bizzocchi nel 1444 per volontà del marchese di Ferrara Leonello d'Este nell'allora strada di Borgo Nuovo (poi via del Seminario e infine via Cairoli). La proprietà passò successivamente a Francesco Strozzi, membro della famiglia Strozzi di origini fiorentine. Negli anni successivi ebbe vari proprietari, tra questi le famiglie Sacrati, Rossetti, Costabili e Trotti. Nella seconda metà del XVI secolo Alfonso Trotti fece ristrutturare la facciata dandole un aspetto più monumentale, secondo i gusti del tempo. Il progetto per tale intervento venne affidato o a Terzo Terzi o a Girolamo da Carpi. Nel 1721 il cardinale e legato di Ferrara Tommaso Ruffo acquistò la struttura da destinare a sede del seminario locale. Nella seconda metà del XX secolo, dopo il trasferimento del seminario, il palazzo è stato utilizzato per diverse attività, comprese quelle di tipo museale ed espositivo.

## Descrizione

### Esterni
Il palazzo si trova a Ferrara in via Cairoli al numero 32. La facciata è monumentale con un portale in marmo con arco a tutto sesto caratterizzato da due colonne ioniche che reggono il balcone con balaustra. Le finestre al piano terreno sono con inferriate e con cornice superiore sporgente e piatta. Al piano nobile le finestre sul balcone sono poste ai lati di una nicchia vuota che, anticamente, potrebbe aver ospitato il busto raffigurante Ercole II d'Este. Superato il portale di accesso si entra nel grande cortile interno, suddiviso in due settori, dove si trova un pozzo.

### Interni
Alcuni interni sono particolarmente degni di interesse perché due sale del palazzo conservano affreschi realizzati da da Benvenuto Tisi da Garofalo nel XVI secolo. Una saletta è stata dipinta attorno al 1520. Il suo soffitto è a cassettoni. La seconda e maggiore sala conserva una decorazione pittorica molto importante. Il soffitto realizza l'illusione di una balaustra marmorea dalla quale si affacciano diversi personaggi maschili e femminili che guardano verso il basso. la sala è arricchita da altre raffigurazioni con soggetti mitologici e classici.